# Social kontroll
Social kontroll betecknar processer och mekanismer som reglerar individers och gruppers beteende så att de handlar i enlighet med samhällets eller den sociala gruppens regler, normer och värderingar. Många mekanismer för social kontroll är interkulturella, men många är också kulturberoende. Ökad social kontroll leder till ökad konformitet, minskad social kontroll leder till opportunism och ytterst anarki. Begreppet används främst om människan, men social kontroll förekommer även inom andra djurgrupper som lever i avancerade sociala strukturer.
Individer som inte lyckas integreras, accepteras och passa in ordentligt i sociala grupper och i samhället är mindre mottagliga för social kontroll, varför det är viktigt att försöka inkludera och sammanhålla så många som möjligt om man vill utöva social kontroll. Det är inte ovanligt inom medvetet styrda grupper att sammansvetsande åtgärder påbörjas först, för att först sedan smyga in kontrollerande åtgärder, vilka då ofta upprätthålls av individerna självmant – de gör villigt som de andra och rättar den som gör annorlunda.

## Historia
Social kontrollteori började studeras som ett separat fält inom sociologin (se kriminologi) under det tidiga 1900-talet. Sociologen Edward Ross argumenterade för att normsystem utövade en större reglerande effekt på mänskligt beteende än specifika lagar gör, oavsett vilken form dessa normer tar. Det sätt på vilket social kontroll kan upprätthållas kan således antingen vara formellt eller informellt. Sentida framträdande profil inom området är högerrealisten Travis Hirschi och hans kontrollteorier om sociala band och självkontroll.

## Extern och intern social kontroll
Inom sociologin skiljer man mellan två typer av social kontroll: 
1. Extern kontroll eller sanktioner är yttre straff och belöningar som styr beteenden. Det kan vara lagstadgade sanktioner för dåligt beteende eller hög status för konformt beteende.
2. Intern kontroll är de processer genom vilka individen internaliserar det förhärskande systemet av normer, gör detta till sitt eget och låter det styra sitt beteende.[2]

## Formell och informell social kontroll

### Informell kontroll
Informell social kontroll, eller social kontroll via normstyrning, är sådan kontroll som upprätthålls med hjälp av informella, personliga relationer mellan människor som känner varandra. 
De sociala värderingar som individer omfattar är produkter av informell social kontroll. Den utövas av ett samhället utan att reglerna anges explicit och uttrycks genom seder och sociala normer. Individerna socialiseras antingen medvetet eller omedvetet. Genom inlärning och med hjälp av sociala sanktioner och belöningar - blickar, kroppssignaler, gillande, ogillande, medtagande eller uteslutande ur grupper med mera - överförs normerna till individen. Genom denna form av socialisering internaliserar individen gruppens normer. Traditionella samhällen använder huvudsakligen informell social kontroll som en del i den lokala kulturen för att upprätthålla ordningen i gruppen. Religion har funktionen av informell social kontroll. Mer starkt strukturerade samhällen kan i högre grad förlita sig på formella sociala mekanismer.  
Brott mot normerna straffas med sociala sanktioner. Informella sanktioner kan inkludera förlöjligande, sarkasm, kritik och uttryck av missnöje. I extremfall kan sanktioner inkludera social diskriminering och uteslutning. Denna implicita sociala kontroll har ofta större effekt på individerna eftersom den internaliseras och blir till en del av personligheten.
Informella kontrollmekanismer varierar mellan olika individer, grupper och kulturer. Till exempel, vid en syjunta med äldre kvinnor, kan en ogillande blick skicka meddelandet att en viss klädsel inte passar sig. Å andra sidan, i ett kriminellt gäng, används betydligt starkare sanktioner om någon av medlemmarna hotar med att gå till polisen.

### Formell kontroll
Formell social kontroll uttrycks genom lagar och regler mot avvikande beteende. Det bedrivs med hjälp av någon form av politiska eller juridiska institutioner eller strukturer, och som handlar efter nedskrivna eller standardiserade regler. Den utförs av regeringar, företag och organisationer som använder sig av rättsväsendets mekanismer eller formella sanktioner såsom anmärkningar, böter eller fängelse. I demokratiska samhällen beslutas vilka mål och mekanismer som den formella sociala kontrollen ska omfatta, genom lagstiftning. Lagstiftningen är i sin tur styrd av valda representanter. Den formella sociala kontrollen har därför legitimitet och åtnjuter mer eller mindre frivilligt stöd och åtföljnad från befolkningen.

### Formalisering och jämvikt
Vilken form av social kontroll som används beror på samhällets sociala komplexitet. Sociala kontrollåtgärder börjar som informella normer vilka med tiden genomgår en formalisering. Vid en brist på fungerande informell social kontroll kan det ställas krav på ökad formell kontroll genom fler lagar, regler eller sanktioner. Graden av informell social kontroll, normstyrning, har inverterade samband med:
- graden av anonymitet
- omfattningen av formella regler och lagreglering i ett samhälle eller organisation
- graden av övervakning i ett samhälle
- nivån på det sociala kapitalet - tilliten mellan människor i ett samhälle
- nivån på brottsligheten i ett samhälle

## Låg social kontroll och brottslighet
Nivån av social kontroll i ett samhälle har ett viktigt samband med möjligheten att vara anonym och kunna handla utan konsekvenser för ens egen person. I mindre samhällen, som byar och mindre städer, är graden av anonymitet låg. Det uttrycks ofta med frasen "alla känner alla". Om det begås ett brott mot de gemensamma normerna är sannolikheten stor att övriga individer vet vem som är ansvarig. I sådana samhällen blir kontrollen mellan människor hög och brottsligheten låg. Ett exempel som ofta ges är hur dörrar och cyklar kan lämnas olåsta utan risk för stölder. I större samhällen, som stora städer, är graden av anonymitet hög. Det är möjligt att leva i större städer helt utan personliga sociala kontakter med andra. Om det begås brott mot de gemensamma normerna i sådana miljöer, är det ofta omöjligt att veta vem som bär ansvaret. Individer kan komma undan med brottsliga och antisociala handlingar utan sanktioner. Det leder till att brottsligheten ökar och att den interpersonella tilliten minskar. Ett antagande hos kontrollteoretiker till att många typer av brottslighet ökade kraftigt efter industrialiseringen anses vara urbaniseringen och den minskade sociala kontroll som uppstod när folk lättare kunde gömma sig undan samhällets sanktioner i de växande städerna.
Låg social kontroll kan därför räknas som en kriminogen faktor, det vill säga en faktor som ökar sannolikheten för brott.